# Makrela obecná
Makrela obecná (Scomber scombrus Linné, 1758) je dravá mořská ryba z čeledi makrelovitých.

## Popis
Makrela dosahuje velikosti až 45 cm. Makrela obecná je rychle plovoucí dravá ryba s malou, hluboce vykrojenou ocasní ploutví, se dvěma hřbetními ploutvemi a s přídavnými ploutvičkami za druhou hřbetní a za řitní ploutví.
Protože nežije v hlubinách, nemá dokonale vyvinutý plynový měchýř. Aby se neutopila, musí být v neustálém pohybu, zato může lovit v různých hloubkách.
Mnoho ryb jako jsou sledi, makrely a platýsi, plavou ke tření do velkých vzdáleností tam, kde jsou podmínky pro mladé rybičky nejvýhodnější. Vzestup průměrné roční teploty na severní polokouli od konce 10. století způsobil, že makrely, které vyžadují mírně vyšší teplotu vod, pronikly až do mořských zálivů východního Finska a také u Grónska dále v severu a objevily se i v Bílém moři.
V zimě hejna makrel přezimují v hlubších vodách.
Makrela má jemné zoubky, kterými loví svoji potravu.

## Průměrný obsah látek a minerálů
Tabulka udává dlouhodobě průměrný obsah živin, prvků, vitamínů a dalších nutričních parametrů zjištěných v mase makrely.
| Složka          | Jednotka | Průměrný obsah | Prvek (mg/100 g) | Průměrný obsah | Složka (mg/100 g) | Průměrný obsah |
| --------------- | -------- | -------------- | ---------------- | -------------- | ----------------- | -------------- |
| voda            | g/100 g  | 56 – 74        | Na               | 63             | vitamin C         | stopy          |
| bílkoviny       | g/100 g  | 18,7           | K                | 290            | vitamin D         | 0,0082         |
| tuky            | g/100 g  | 6 – 23         | Ca               | 11             | vitamin E         | 0,43           |
| cukry           | g/100 g  | 0              | Mg               | 24             | vitamin B6        | 0,41           |
| celkový dusík   | g/100 g  | 2,99           | P                | 200            | vitamin B12       | 0,008          |
| vláknina        | g/100 g  | 0              | Fe               | 0,8            | karoten           | stopy          |
| mastné kyseliny | g/100 g  | 14,5           | Cu               | 0,08           | thiamin           | 0,14           |
| cholesterol     | mg/100 g | 44             | Zn               | 0,6            | riboflavin        | 0,29           |
| Se              | mg/100 g | 0,030          | I                | 0,14           | niacin            | 8,6            |
| energie         | kJ/100 g | 914            | Mn               | 0,02           | Cl                | 82             |